# Thermonectus circumscriptus
Thermonectus circumscriptus är en skalbaggsart som först beskrevs av Pierre André Latreille 1809.  Thermonectus circumscriptus ingår i släktet Thermonectus och familjen dykare. Inga underarter finns listade i Catalogue of Life.